# Bob Milne
Bob Milne (Inverarity, 1º ottobre 1870 – 2 novembre 1932) è stato un calciatore nordirlandese, nato in Scozia, in un piccolo villaggio nei pressi di Forfar e di Dundee, di ruolo attaccante.

## Carriera

### Club
Bandiera del Linfield, nel corso della sua ventennale carriera ha vinto 39 titoli.

### Nazionale
Il 24 febbraio 1894 esordisce contro il Galles (4-1). Il 9 marzo del 1895 gioca la sua prima partita da capitano contro l'Inghilterra (9-0). Gioca altri quattro incontri da capitano tra il 1902 e il 1904.

## Palmarès

### Club

#### Competizioni nazionali
- Campionato nordirlandese: 10

Linfield: 1890-1891, 1891-1892, 1892-1893, 1894-1895, 1897-1898, 1901-1902, 1903-1904, 1906-1907, 1907-1908, 1908-1909
- Irish Cup: 8

Linfield: 1890-1891, 1891-1892, 1892-1893, 1894-1895, 1897-1898, 1898-1899, 1901-1902, 1903-1904
- Belfast Charity Cup: 8

Linfield: 1890-1891, 1891-1892, 1892-1893, 1893-1894, 1894-1895, 1898-1899, 1902-1903, 1904-1905
- County Antrim Shield: 5

Linfield: 1898-1899, 1903-1904, 1905-1906, 1906-1907, 1907-1908
- City Cup: 8

Linfield: 1894-1895, 1897-1898, 1899-1900, 1900-1901, 1902-1903, 1903-1904, 1907-1908, 1909-1910